# スタンコ・ユリッチ
スタンコ・ユリッチ（Stanko Jurić、1996年4月16日 - ）は、クロアチア・スプリト出身のサッカー選手。レアル・バリャドリード所属。ポジションはMF。

## クラブ経歴
2015年、クロアチア2部リーグのNKドゥゴポリェでプロデビュー。2016-17シーズンからレギュラーとして活躍し、翌シーズンからはキャプテンも任されるようになった。
2018年2月15日、ハイドゥク・スプリトに2年契約で移籍した。
2021年6月18日、パルマ・カルチョ1913に移籍した。
2023年8月19日、2023-24シーズンはレアル・バリャドリードへレンタル移籍することが決定した。